# Український центр з питань сертифікації та захисту прав споживачів
Державне підприємство «Український центр з питань сертифікації та захисту прав споживачів» (ДП «УкрЦПСЗПС») — державне комерційне підприємство, підпорядковане Державному комітету України з питань технічного регулювання та споживчої політики.
Є правонаступником прав і обов'язків державного підприємства «Український центр з проблем захисту прав споживачів» відповідно до наказу Державного комітету України з питань технічного регулювання та споживчої політики від 9 листопада 2007 року № 305.
ДП «УкрЦПСЗПС» акредитований і призначений на проведення робіт з сертифікації продукції в Системі сертифікації УКРСЕПРО